# 名村英敏
名村 英敏（なむら ひでとし）は、日本の男性アニメーション演出家、アニメーター。

## 参加作品

### テレビアニメ
1992年
- ママは小学4年生（原画）

1993年
- 熱血最強ゴウザウラー（1993年 - 1994年、原画）
- 蒼き伝説 シュート!（1993年 - 1994年、原画）
- バトルスピリッツ 龍虎の拳（原画）

1994年
- 魔法陣グルグル（1994年 - 1995年、原画）

1995年
- 空想科学世界ガリバーボーイ（原画）
- 鬼神童子ZENKI（原画）

1996年
- こちら葛飾区亀有公園前派出所（原画）
- 名探偵コナン（1996年 - 、絵コンテ・原画）
- ルパン三世 トワイライト☆ジェミニの秘密（原画）

1997年
- るろうに剣心 -明治剣客浪漫譚-（1997年 - 1999年、原画）

1998年
- 頭文字D（原画）

2000年
- ルパン三世 1$マネーウォーズ（原画）

2002年
- 天使な小生意気（絵コンテ）

2003年
- 高橋留美子劇場（絵コンテ）
- ルパン三世 お宝返却大作戦!!（原画）
- 京極夏彦 巷説百物語（絵コンテ）

2004年
- KURAU Phantom Memory（原画）

2005年
- うえきの法則（絵コンテ・演出）
- 絶対少年（原画）
- ルパン三世 天使の策略 〜夢のカケラは殺しの香り〜（原画）
- 銀牙伝説WEED（2005年 - 2006年、絵コンテ）
- 地獄少女（2005年 - 2006年、絵コンテ）
- BUZZER BEATER（絵コンテ・演出・作画監督）
- エンジェル・ハート（2005年 - 2006年、絵コンテ）

2006年
- 地獄少女 二籠（2006年 - 2007年、絵コンテ）
- ひぐらしのなく頃に（絵コンテ）
- ウィッチブレイド（2006年 - 2007年、絵コンテ）
- 史上最強の弟子ケンイチ（2006年 - 2007年、絵コンテ）

2007年
- ドラゴノーツ -ザ・レゾナンス-（2007年 - 2008年、絵コンテ）
- BUZZER BEATER（第2期、絵コンテ）
- 逮捕しちゃうぞ フルスロットル（2007年 - 2008年、絵コンテ）
- 素敵探偵☆ラビリンス（2007年 - 2008年、絵コンテ）
- ぼくらの（絵コンテ）
- シャイニング・ティアーズ・クロス・ウィンド（絵コンテ）
- バッカーノ!（絵コンテ）

2008年
- イタズラなKiss（絵コンテ）
- ヴァンパイア騎士（絵コンテ）
- 純情ロマンチカ（絵コンテ）
- 夏目友人帳（絵コンテ）
- 鉄のラインバレル（2008年 - 2009年、絵コンテ）
- 地獄少女 三鼎（2008年 - 2009年、絵コンテ）

2009年
- 続 夏目友人帳（絵コンテ）
- 冬のソナタ（絵コンテ）
- うみねこのなく頃に（絵コンテ）
- 07-GHOST（絵コンテ）
- たまごっち!（2009年 - 2012年、絵コンテ）

2010年
- 聖痕のクェイサー（絵コンテ）
- GIANT KILLING（絵コンテ）
- 薄桜鬼（絵コンテ）
- デュラララ!!（絵コンテ）
- 薄桜鬼 碧血録（絵コンテ）
- Starry☆Sky（2010年 - 2011年、絵コンテ）

2011年
- ドラゴンクライシス!（絵コンテ）
- 聖痕のクェイサーII（絵コンテ・演出・原画）
- 神様ドォルズ（演出・原画）
- 夏目友人帳 参（絵コンテ）
- 魔乳秘剣帖（絵コンテ・原画）

2012年
- さんかれあ（絵コンテ・原画）
- 謎の彼女X（絵コンテ・原画）

2013年
- 薄桜鬼 黎明録（絵コンテ）
- 八犬伝―東方八犬異聞―（絵コンテ）
- 断裁分離のクライムエッジ（絵コンテ）
- ジュエルペット ハッピネス（絵コンテ）
- 八犬伝―東方八犬異聞―（第2期、絵コンテ）
- 義風堂々!! 兼続と慶次（絵コンテ・原画）
- ローゼンメイデン（絵コンテ）
- きんいろモザイク（絵コンテ）
- BLAZBLUE Alter Memory（絵コンテ）

2014年
- 咲-Saki- 全国編（絵コンテ）
- 桜Trick（絵コンテ）
- ニセコイ（絵コンテ）
- 神々の悪戯（絵コンテ）
- 幕末Rock（絵コンテ）
- レディ ジュエルペット（絵コンテ）
- グリザイアの果実（絵コンテ）

2015年
- グリザイアの迷宮（演出・原画）
- コメット・ルシファー（絵コンテ）
- 終物語（絵コンテ）

2016年
- 昭和元禄落語心中（絵コンテ・作画監督・原画）
- シュヴァルツェスマーケン（絵コンテ）
- 紅殻のパンドラ（絵コンテ）
- 坂本ですが?（絵コンテ・原画）
- 斉木楠雄のΨ難（絵コンテ）
- タイムトラベル少女〜マリ・ワカと8人の科学者たち〜（絵コンテ）

2017年
- MARGINAL＃4 KISSから創造るBig Bang（絵コンテ）
- ツインエンジェルBREAK（絵コンテ・作画監督）
- 境界のRINNE（絵コンテ）
- 地獄少女 宵伽（絵コンテ）

2018年
- 刀使ノ巫女（絵コンテ）
- メルヘン・メドヘン（絵コンテ）
- ハクメイとミコチ（絵コンテ）
- 食戟のソーマ 餐ノ皿（遠月列車篇、OP原画）
- 3D彼女 リアルガール（絵コンテ）
- かくりよの宿飯（絵コンテ）
- 音楽少女（絵コンテ）
- 叛逆性ミリオンアーサー（原画）
- 殺戮の天使（絵コンテ）
- 転生したらスライムだった件（絵コンテ）

2019年
- 盾の勇者の成り上がり（絵コンテ）
- なむあみだ仏っ!-蓮台 UTENA-（絵コンテ）
- トライナイツ（絵コンテ）
- ACTORS -Songs Connection-（絵コンテ）

2020年
- SHOW BY ROCK!! ましゅまいれっしゅ!!（絵コンテ）
- 魔術士オーフェンはぐれ旅（絵コンテ）
- フルーツバスケット（絵コンテ）
- まえせつ!（絵コンテ）

2021年
- 天地創造デザイン部（絵コンテ）
- Fairy蘭丸〜あなたの心お助けします〜（絵コンテ）
- スーパーカブ（絵コンテ）
- ピーチボーイリバーサイド（絵コンテ）
- 最果てのパラディン（絵コンテ）

2024年
- ミギとダリ（原画）
- 魔法少女にあこがれて（原画）
- 最弱テイマーはゴミ拾いの旅を始めました。（原画）
- Lv2からチートだった元勇者候補のまったり異世界ライフ（原画）
- となりの妖怪さん（原画）
- ささやくように恋を唄う（原画）
- 狼と香辛料 MERCHANT MEETS THE WISE WOLF（原画）
- アストロノオト（原画）
- しかのこのこのここしたんたん（絵コンテ）
- 君は冥土様。（原画）

2025年
- 阿波連さんははかれない season2（絵コンテ・作画監督）
- 勇者パーティーを追放された白魔導師、Sランク冒険者に拾われる 〜この白魔導師が規格外すぎる〜（作画監督）

### 劇場アニメ
1991年
- 機動戦士ガンダムF91（動画）

1993年
- 蒼い記憶 満蒙開拓と少年たち（原画）

1996年
- ルパン三世 DEAD OR ALIVE（原画）

1998年
- 名探偵コナン 14番目の標的（原画）

1999年
- 名探偵コナン 世紀末の魔術師（原画）

2000年
- 名探偵コナン 瞳の中の暗殺者（原画）

2001年
- 名探偵コナン 天国へのカウントダウン（原画）

2002年
- 名探偵コナン ベイカー街の亡霊（原画）

2003年
- 名探偵コナン 迷宮の十字路（原画）

2004年
- 名探偵コナン 銀翼の奇術師（原画）

2005年
- 名探偵コナン 水平線上の陰謀（原画）

2006年
- 真救世主伝説 北斗の拳 ラオウ伝 殉愛の章（原画）
- 名探偵コナン 探偵たちの鎮魂歌（原画）

2016年
- ポケモン・ザ・ムービーXY&Z ボルケニオンと機巧のマギアナ（原画）

2023年
- 劇場版 Collar×Malice -deep cover-（原画）

### OVA
- 精霊使い（1995年、原画）
- 青山剛昌短編集（1999年、原画）
- 薄桜鬼 雪華録（2011年、絵コンテ）
- 謎の彼女X（2012年、原画）
- れすきゅーME!（2013年、原画）

### ゲーム
- ルパン三世 海に消えた秘宝（2003年、原画）